# Ophiopogon chingii
Ophiopogon chingii är en sparrisväxtart som beskrevs av Fa Tsuan Wang och Tang. Ophiopogon chingii ingår i släktet Ophiopogon och familjen sparrisväxter. Inga underarter finns listade i Catalogue of Life.

## Bildgalleri

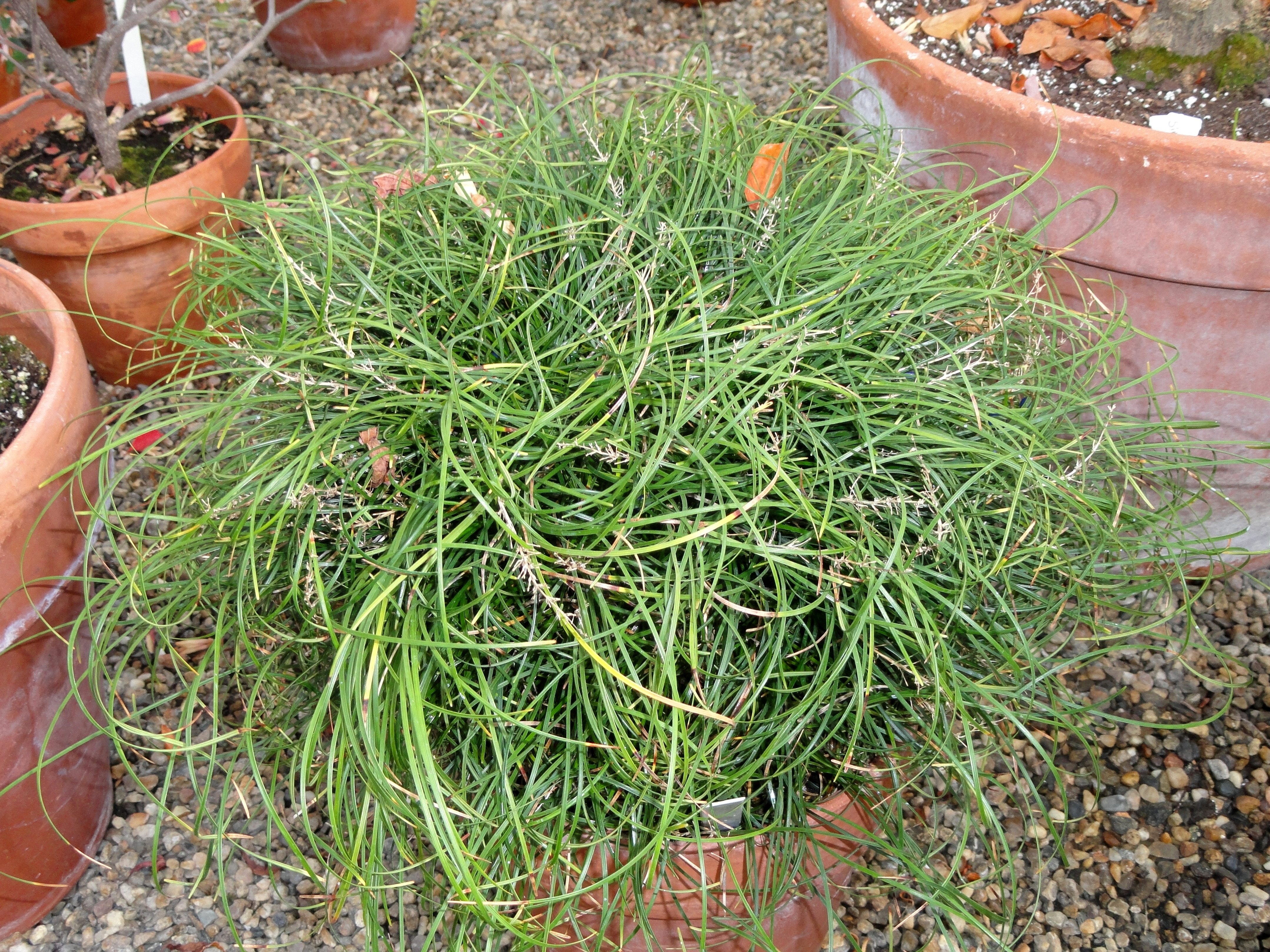